# Аджуб, Салем
Салем Аджуб (араб. سالم عجوب‎; род. 1 сентября 1953) — сирийский тяжелоатлет. Участник летних Олимпийских игр 1980 и 1984 годов.

## Биография
Салем Аджуб родился 1 сентября 1953 года.
В 1980 году вошёл в состав сборной Сирии на летних Олимпийских играх в Москве. В весовой категории до 82,5 кг занял последнее, 14-е место при пяти не завершивших выступление, подняв в сумме двоеборья 302,5 кг (127,5 кг в рывке + 175 кг в толчке) и уступив 97,5 кг завоевавшему золото Юрику Варданяну из СССР.
В 1984 году вошёл в состав сборной Сирии на летних Олимпийских играх в Лос-Анджелесе. В весовой категории до 90 кг занял 20-е место, подняв в сумме двоеборья 315 кг (135 кг в рывке + 180 кг) и уступив 77,5 кг победившему с олимпийским рекордом Николае Владу из Румынии.
По окончании выступлений стал тренером. В 1990—2000-е годы работал со сборной Сирии по тяжёлой атлетике — в частности, в качестве администратора.